# Tel Scheva
Tel Scheva (arabisch تل السبع, DMG Tall as-Sabaʿ ‚Hügel/Tell der Sieben‘, hebräisch תֵּל שֶׁבַע) ist ein Lokalverband im Südbezirks Israels.
Nach dem Israelischen Zentralbüro für Statistik (CBS) hatte Tel Scheva im Jahr 2018 20.204 Einwohner. Die Bevölkerung wuchs nach dem CBS somit um 3,5 % jährlich. Das Gebiet des Lokalverbands umfasst 5 km². Es leben dort 4041 Menschen auf einem Quadratkilometer. Der Durchschnittslohn der Beschäftigten im Jahr 2006 betrug 3411 NIS (Landesdurchschnitt: 7466 NIS). Nur 43 % der Schüler der zwölften Jahrgangsstufe erreichen einen höheren Schulabschluss.
Tel Scheva wurde 1967 als Teil eines Regierungsprojekts zur permanenten Ansiedlungen von Beduinen gegründet. Im Jahr 1984 erhielt es die Rechte eines Lokalverbandes.